# Lahidżan
Lahidżan (pers. ‏لاهیجان‎) – miasto położone w północnej części Iranu.

## Etymologia
Nazwa „Lahidżan” jest złożona z dwóch słów – lah („jedwab”) i dżan („miejsce”, gdzie wykonuje się coś) – i nawiązuje do historyczno-ekonomicznego dziedzictwa miasta.

## Herbata
Historia herbaty w Iranie sięga XV wieku. Lahidżan było pierwszym miastem w Iranie, które ze względu na sprzyjający klimat rozpoczęło uprawę tej rośliny. W 1899 urodzony w Lahidżanie książę Mohammad Mirza, znany też jako Kashef Al Saltaneh, sprowadził z Indii pierwszych 3000 sadzonek. Obecnie mauzoleum Kashefa jest częścią Irańskiego Narodowego Muzeum Herbaty.